# Nysius paludicola
Nysius paludicola är en insektsart som beskrevs av Barber 1949. Nysius paludicola ingår i släktet Nysius och familjen fröskinnbaggar. Inga underarter finns listade i Catalogue of Life.